# Erquinghem-le-Sec
Erquinghem-le-Sec là một xã ở tỉnh Nord trong vùng Hauts-de-France, Pháp.